# The Delta Rhythm Boys
Los Delta Rhythm Boys fueron un grupo vocal estadounidense activo durante más de 50 años desde 1934 hasta 1987. 

## Historia
El grupo se formó por primera vez en la Universidad de Langston en Langston, Oklahoma, en 1934 por Elmaurice Miller, Traverse Crawford, Essie Joseph Adkins y Otho Lee Gaines. En 1936, se mudaron a la Universidad Dillard en Nueva Orleans, Luisiana, donde trabajaron bajo Frederick Hall y tomaron el nombre de Frederick Hall Quartet. Clinton Holland (pronto reemplazado por Carl Jones) y Kelsey Pharr reemplazaron a Miller y Adkins. Rene DeKnight se convirtió en su pianista. 
El grupo apareció a menudo en la década de 1940 en programas de radio como Amos y Andy y The Joan Davis Show, y actuó en Broadway en los programas: Sing Out the News y Hot Mikado . También aparecieron en 15 películas incluyendo "Never Never Get Rich" con Fred Astaire y Rita Hayworth . Además de sus propias grabaciones, fueron vocalistas de fondo para Charlie Barnet, Mildred Bailey, Ella Fitzgerald y Ruth Brown . 
Uno de sus lanzamientos más exitosos fue una versión vocal del éxito instrumental de Glenn Miller "I Dreamed I Dwelt in Harlem " de 1941 con letra de Buddy Feyne y música del arreglista y compositor de la Orquesta Glenn Miller Jerry Gray, Ben Smith y Leonard Ware . 
Su versión de 1950 de la canción espiritual "Dem Bones" fue otro de sus éxitos (grabada con el nombre "Dry Bones") Actuaron también de forma recurrente en televisión. 

### Últimos años
En la década de 1950, comenzaron a acumular una gran base de fanes en Europa, particularmente en los países nórdicos, donde grabaron canciones suecas, danesas y finlandesas que mezclaban inglés y los idiomas locales. Mientras tanto, su fama estaba disminuyendo en Estados Unidos, por lo que en 1956, el grupo se mudó a Europa y actuó allí durante algunas décadas más. Billy Moore estuvo de gira con ellos como acompañante en la década de 1960. 
En 1960, Kelsey Pharr murió en Hawái y Carl Jones se fue por razones personales. Fueron reemplazados por Hugh Bryant y Herb Coleman. Coleman y Crawford murieron en la década de 1970 y fueron reemplazados por Walter Trammell y Ray Beatty. 
Lee Gaines murió de cáncer en Helsinki el 15 de julio de 1987. En el funeral de Gaines, Hugh Bryant se derrumbó mientras actuaba y murió, aparentemente de un ataque al corazón.
En 1999, los Delta Rhythm Boys fueron luego incorporados al Vocal Group Hall of Fame.
La versión Delta Rhythm Boys de " Alouette " se utilizó en un comercial de Target en 2012.

## Miembros
Bajo
- 1934-1987: Lee Gaines

Primer tenor
- 1934–1944: Elmaurice Miller
- 1940-1944: Clinton Holland
- 1944-1960: Carl Jones
- 1960-1974: Herb Coleman
- 1974-1987: Walter Trammell

Segundo tenor
- 1934–1975: Traverse Crawford
- 1975-1987: Ray Beatty

Barítono
- 1934-1940: Essie Adkins
- 1940-1943: Harry Lewis
- 1943–1960: Kelsey Pharr
- 1951–1954: Cliff Holland (reemplazo temporal de Pharr)
- 1962-1987: Hugh Bryant